# Estació de Requena-Utiel
Requena-Utiel és una estació de ferrocarril propietat d'Adif, situada al municipi valencià de Requena, a la comarca de Requena-Utiel.
L'estació te per nom Requena-Utiel però es troba molt més a prop de Requena a uns sis quilòmetres, que d'Utiel, a uns 13. El nucli de població més proper és Sant Antoni de Requena. S'hi accedeix per un vial d'accés d'uns sis quilòmetres que surt de Requena. L'estació ocupa 1.200 m² en una sola planta de 62 m de llargada per 20 m d'amplada en tres volums interconnectats de diferents alçades, dues andanes de 400 m de llarg i 8 m d'amplada, amb 100 m de marquesines. Des de l'edifici de viatgers s'accedeix a les andanes per un pas inferior amb escales i ascensors. Disposa d'un aparcament públic amb capacitat per a 250 vehicles, arribades i sortides de taxis i parada d'autobusos. L'estació va ser inaugurada l'any 2010 quan es va obrir la línia d'alta velocitat a Albacete i València. L'obra va costar 12,4 milions d'euros. Els primers mesos d'ús van confirmar les baixes previsions d'utilització, amb una mitjana de cinquanta passatgers diaris.
El tren va arribar a la comarca amb la inauguració el 1885 del línia ferroviària València–Utiel, que va revolucionar el sector vinícola de la zona pel fet que la producció es podia transportar al port de València per exportar-la a tot Europa, el que va generar un increment de l'activitat econòmica i de la població.